# Wereldbeker schansspringen
De Wereldbeker schansspringen (ook wel skispringen) is een regelmatigheidsklassement dat sinds het seizoen 1979/1980 wordt georganiseerd door de internationale skifederatie FIS. Met ingang van het seizoen 2011/2012 organiseert de FIS ook een wereldbeker voor vrouwen.

## Wereldbekerseizoen
Een wereldbekerseizoen loopt meestal van november tot en met maart. In deze periode worden ongeveer dertig wereldbekerwedstrijden georganiseerd waarvan de resultaten meetellen voor de wereldbeker. Dit zijn zowel wedstrijden schansspringen als skivliegen. Ook de individuele wedstrijden van het vierschansentoernooi tellen mee. Van 1997 tot 2010 was er ook een Nordic Tournament dat meetelde voor de eindrangschikking, maar na 2010 is het toernooi van de kalender geschrapt. Olympische Spelen en wereldkampioenschappen tellen niet mee.
Er bestaan twee klassementen: een individueel klassement en een landenklassement.
Individueel klassement
- De winnaar van elke wedstrijd krijgt 100 punten, de tweede 80, de derde 60, vervolgens loopt het af en is de dertigste plaats nog goed voor 1 punt.

Landenklassement
- Het aantal punten van de beste vier deelnemers per land vormt de teamscore
- Er zijn ook specifieke teamwedstrijden waarbij vier springers per land een team vormen. Het beste land krijgt 450 punten voor de wereldbeker, de nummer twee 350, de derde 300, het achtste land krijgt nog 50 punten.

## Wereldbekerwedstrijd
De atleten moeten zich via een kwalificatie plaatsen voor de wereldbekerwedstrijd. Hierbij moeten ze tot de 50 beste springers horen (40 bij skivliegen). De top 10 in de tussenklassement van het wereldbekerklassement is zeker van deelname aan de daaropvolgende wereldbekerwedstrijd.
Een wedstrijd bestaat voor alle 50 springers (40 bij skivliegen) uit minstens één sprong, waarna de beste 30 uit die eerste ronde nog een tweede sprong mogen uitvoeren. De afstanden en juryscores voor de uitvoering van de sprong worden vervolgens bij elkaar opgeteld en de uitkomst daarvan is het puntentotaal. Op basis van dat totaal wordt een wedstrijdklassement opgemaakt.

## Succesvolle springers
De Fin Matti Nykänen en de Pool Adam Małysz zijn het meest succesvol in de wereldbeker. Beiden wonnen de beker viermaal. Nykänen eindigde ook nog een keer op de tweede plaats, iets wat Małysz niet lukte. De nog actieve Oostenrijker Gregor Schlierenzauer heeft het recordaantal overwinningen in wereldbekerwedstrijden op zak. Op 3 februari 2013 ging hij Nykänen voorbij die op 46 overwinningen staat, en eind 2020 stond hij op 53 overwinningen. Małysz staat op drie met 39 overwinningen. Małysz wist als enige tot nu toe de wereldbeker driemaal op rij te winnen.

## Mannen

### Erelijst wereldbeker schansspringen
| Seizoen   | Eerste                | Tweede                | Derde               | Landenklassement |
| --------- | --------------------- | --------------------- | ------------------- | ---------------- |
| 1979/1980 | Hubert Neuper         | Armin Kogler          | Stanisław Bobak     | Oostenrijk       |
| 1980/1981 | Armin Kogler          | Roger Ruud            | Horst Bulau         | Oostenrijk       |
| 1981/1982 | Armin Kogler          | Hubert Neuper         | Horst Bulau         | Oostenrijk       |
| 1982/1983 | Matti Nykänen         | Horst Bulau           | Armin Kogler        | Noorwegen        |
| 1983/1984 | Jens Weißflog         | Matti Nykänen         | Pavel Ploc          | Finland          |
| 1984/1985 | Matti Nykänen         | Andreas Felder        | Ernst Vettori       | Finland          |
| 1985/1986 | Matti Nykänen         | Ernst Vettori         | Andreas Felder      | Oostenrijk       |
| 1986/1987 | Vegard Opaas          | Ernst Vettori         | Andreas Felder      | Noorwegen        |
| 1987/1988 | Matti Nykänen         | Pavel Ploc            | Primoz Ulaga        | Finland          |
| 1988/1989 | Jan Boklöv            | Jens Weißflog         | Dieter Thoma        | Noorwegen        |
| 1989/1990 | Ari-Pekka Nikkola     | Ernst Vettori         | Andreas Felder      | Oostenrijk       |
| 1990/1991 | Andreas Felder        | Stefan Zünd           | Dieter Thoma        | Oostenrijk       |
| 1991/1992 | Toni Nieminen         | Werner Rathmayr       | Andreas Felder      | Oostenrijk       |
| 1992/1993 | Andreas Goldberger    | Jaroslav Sakala       | Noriaki Kasai       | Oostenrijk       |
| 1993/1994 | Espen Bredesen        | Jens Weißflog         | Andreas Goldberger  | Noorwegen        |
| 1994/1995 | Andreas Goldberger    | Roberto Cecon         | Janne Ahonen        | Finland          |
| 1995/1996 | Andreas Goldberger    | Ari-Pekka Nikkola     | Janne Ahonen        | Finland          |
| 1996/1997 | Primož Peterka        | Dieter Thoma          | Kazuyoshi Funaki    | Japan            |
| 1997/1998 | Primož Peterka        | Kazuyoshi Funaki      | Andreas Widhölzl    | Japan            |
| 1998/1999 | Martin Schmitt        | Janne Ahonen          | Noriaki Kasai       | Japan            |
| 1999/2000 | Martin Schmitt        | Andreas Widhölzl      | Janne Ahonen        | Finland          |
| 2000/2001 | Adam Małysz           | Martin Schmitt        | Risto Jussilainen   | Finland          |
| 2001/2002 | Adam Małysz           | Sven Hannawald        | Matti Hautamäki     | Duitsland        |
| 2002/2003 | Adam Małysz           | Sven Hannawald        | Andreas Widhölzl    | Oostenrijk       |
| 2003/2004 | Janne Ahonen          | Roar Ljøkelsøy        | Bjørn Einar Romøren | Noorwegen        |
| 2004/2005 | Janne Ahonen          | Roar Ljøkelsøy        | Matti Hautamäki     | Oostenrijk       |
| 2005/2006 | Jakub Janda           | Janne Ahonen          | Andreas Küttel      | Oostenrijk       |
| 2006/2007 | Adam Małysz           | Anders Jacobsen       | Simon Ammann        | Oostenrijk       |
| 2007/2008 | Thomas Morgenstern    | Gregor Schlierenzauer | Janne Ahonen        | Oostenrijk       |
| 2008/2009 | Gregor Schlierenzauer | Simon Ammann          | Wolfgang Loitzl     | Oostenrijk       |
| 2009/2010 | Simon Ammann          | Gregor Schlierenzauer | Thomas Morgenstern  | Oostenrijk       |
| 2010/2011 | Thomas Morgenstern    | Simon Ammann          | Adam Małysz         | Oostenrijk       |
| 2011/2012 | Anders Bardal         | Gregor Schlierenzauer | Andreas Kofler      | Oostenrijk       |
| 2012/2013 | Gregor Schlierenzauer | Anders Bardal         | Kamil Stoch         | Noorwegen        |
| 2013/2014 | Kamil Stoch           | Peter Prevc           | Severin Freund      | Oostenrijk       |
| 2014/2015 | Severin Freund        | Peter Prevc           | Stefan Kraft        | Duitsland        |
| 2015/2016 | Peter Prevc           | Severin Freund        | Kenneth Gangnes     | Noorwegen        |
| 2016/2017 | Stefan Kraft          | Kamil Stoch           | Daniel-André Tande  | Polen            |
| 2017/2018 | Kamil Stoch           | Richard Freitag       | Daniel-André Tande  | Noorwegen        |
| 2018/2019 | Ryoyu Kobayashi       | Stefan Kraft          | Kamil Stoch         | Polen            |

### Erelijst wereldbeker skivliegen
De skivliegwedstrijden tellen mee voor het klassement van de algemene wereldbeker. Toch werd vanaf het seizoen 1990/1991 een apart klassement opgemaakt voor de skivliegwedstrijden. In het seizoen 2000/2001 werd dat klassement opnieuw afgeschaft om het in 2008/2009 opnieuw in te voeren.
| Seizoen                 | Eerste                | Tweede                | Derde                 |
| ----------------------- | --------------------- | --------------------- | --------------------- |
| 1990/1991               | Stephan Zünd          | Stefan Horngacher     | Ralph Gebstedt        |
| 1991/1992               | Werner Rathmayr       | Andreas Goldberger    | Andreas Felder        |
| 1992/1993               | Jaroslav Sakala       | Didier Mollard        | Andreas Goldberger    |
| 1993/1994               | Jaroslav Sakala       | Espen Bredensen       | Robert Cecon          |
| 1994/1995               | Andreas Goldberger    | Takanobu Okabe        | Robert Cecon          |
| 1995/1996               | Andreas Goldberger    | Janne Ahonen          | Christof Duffner      |
| 1996/1997               | Primož Peterka        | Takanobu Okabe        | Kazuyoshi Funaki      |
| 1997/1998               | Sven Hannawald        | Kazuyoshi Funaki      | Andreas Widhölzl      |
| 1998/1999               | Martin Schmitt        | Noriaki Kasai         | Hideharu Miyahira     |
| 1999/2000               | Sven Hannawald        | Janne Ahonen          | Tommy Ingebrigtsen    |
| 2000/2001               | Martin Schmitt        | Adam Małysz           | Risto Jussilainen     |
| 2001-2008 niet gehouden |                       |                       |                       |
| 2008/2009               | Gregor Schlierenzauer | Harri Olli            | Simon Ammann          |
| 2009/2010               | Robert Kranjec        | Gregor Schlierenzauer | Simon Ammann          |
| 2010/2011               | Gregor Schlierenzauer | Martin Koch           | Thomas Morgenstern    |
| 2011/2012               | Robert Kranjec        | Martin Koch           | Simon Ammann          |
| 2012/2013               | Gregor Schlierenzauer | Robert Kranjec        | Andreas Stjernen      |
| 2013/2014               | Peter Prevc           | Noriaki Kasai         | Gregor Schlierenzauer |
| 2014/2015               | Peter Prevc           | Severin Freund        | Jurij Tepeš           |
| 2015/2016               | Peter Prevc           | Robert Kranjec        | Johann André Forfang  |
| 2016/2017               | Stefan Kraft          | Andreas Wellinger     | Kamil Stoch           |
| 2017/2018               | Andreas Stjernen      | Robert Johansson      |                       |
| 2017/2018               | Andreas Stjernen      | Kamil Stoch           |                       |
| 2018/2019               | Ryoyu Kobayashi       | Markus Eisenbichler   | Piotr Żyła            |

## Vrouwen
In het seizoen 2011/2012 werken de vrouwen hun eerste wereldbekerseizoen af.
| Seizoen   | Eerste                 | Tweede                 | Derde            |
| --------- | ---------------------- | ---------------------- | ---------------- |
| 2011/2012 | Sarah Hendrickson      | Daniela Iraschko       | Sara Takanashi   |
| 2012/2013 | Sara Takanashi         | Sarah Hendrickson      | Coline Mattel    |
| 2013/2014 | Sara Takanashi         | Carina Vogt            | Yuki Ito         |
| 2014/2015 | Daniela Iraschko-Stolz | Sara Takanashi         | Carina Vogt      |
| 2015/2016 | Sara Takanashi         | Daniela Iraschko-Stolz | Maja Vtič        |
| 2016/2017 | Sara Takanashi         | Yuki Ito               | Maren Lundby     |
| 2017/2018 | Maren Lundby           | Katharina Althaus      | Sara Takanashi   |
| 2018/2019 | Maren Lundby           | Katharina Althaus      | Juliane Seyfarth |